# Münchehofe (Hoppegarten)

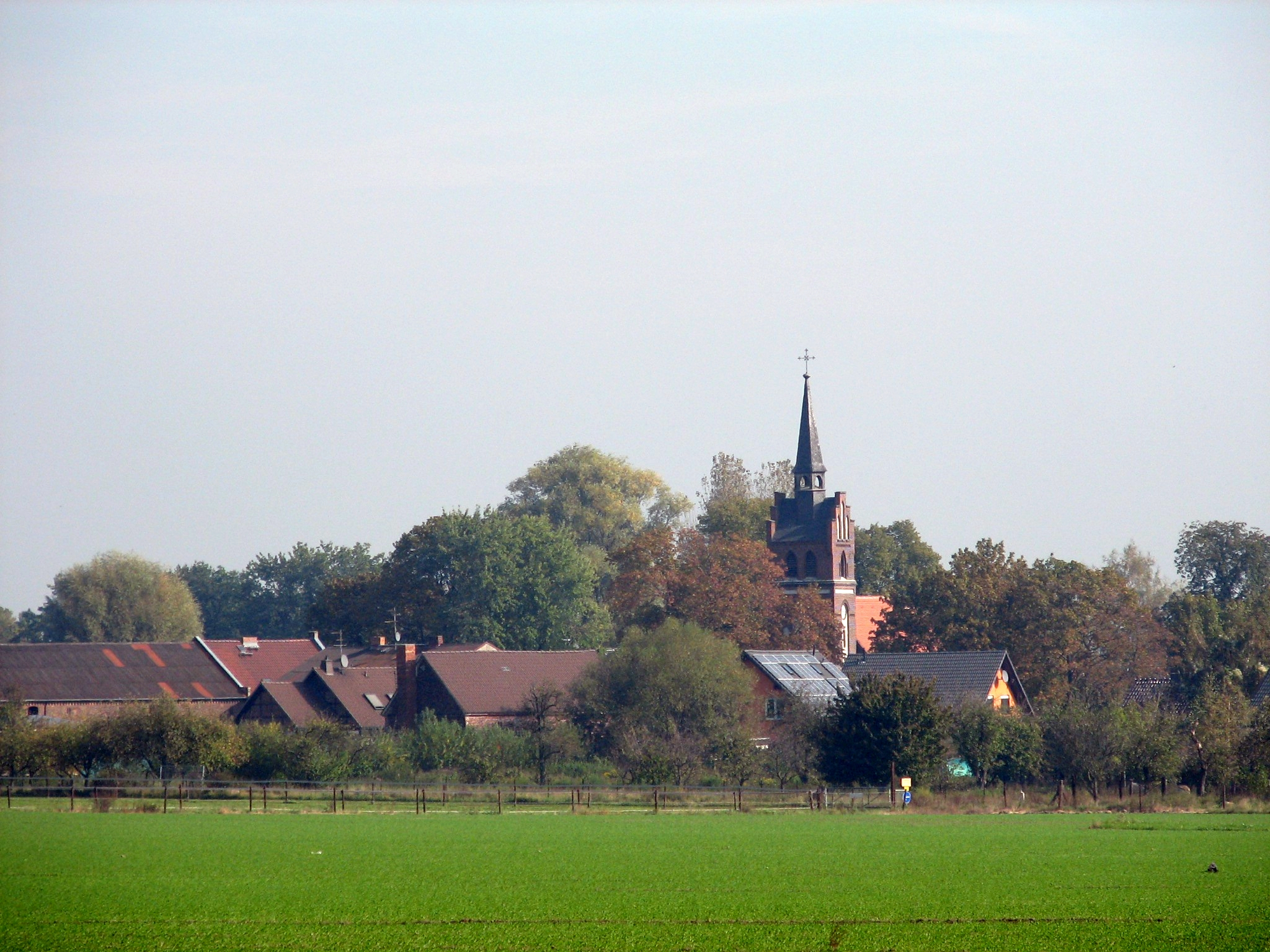
Blick auf Münchehofe von der Dahlwitzer Landstraße

Münchehofe ist eine ehemals selbständige Gemeinde im Landkreis Märkisch-Oderland (Brandenburg). Am 26. Oktober 2003 wurde sie mit den Gemeinden Hönow und Dahlwitz-Hoppegarten zur neuen Gemeinde Hoppegarten zusammengeschlossen.

## Geschichte

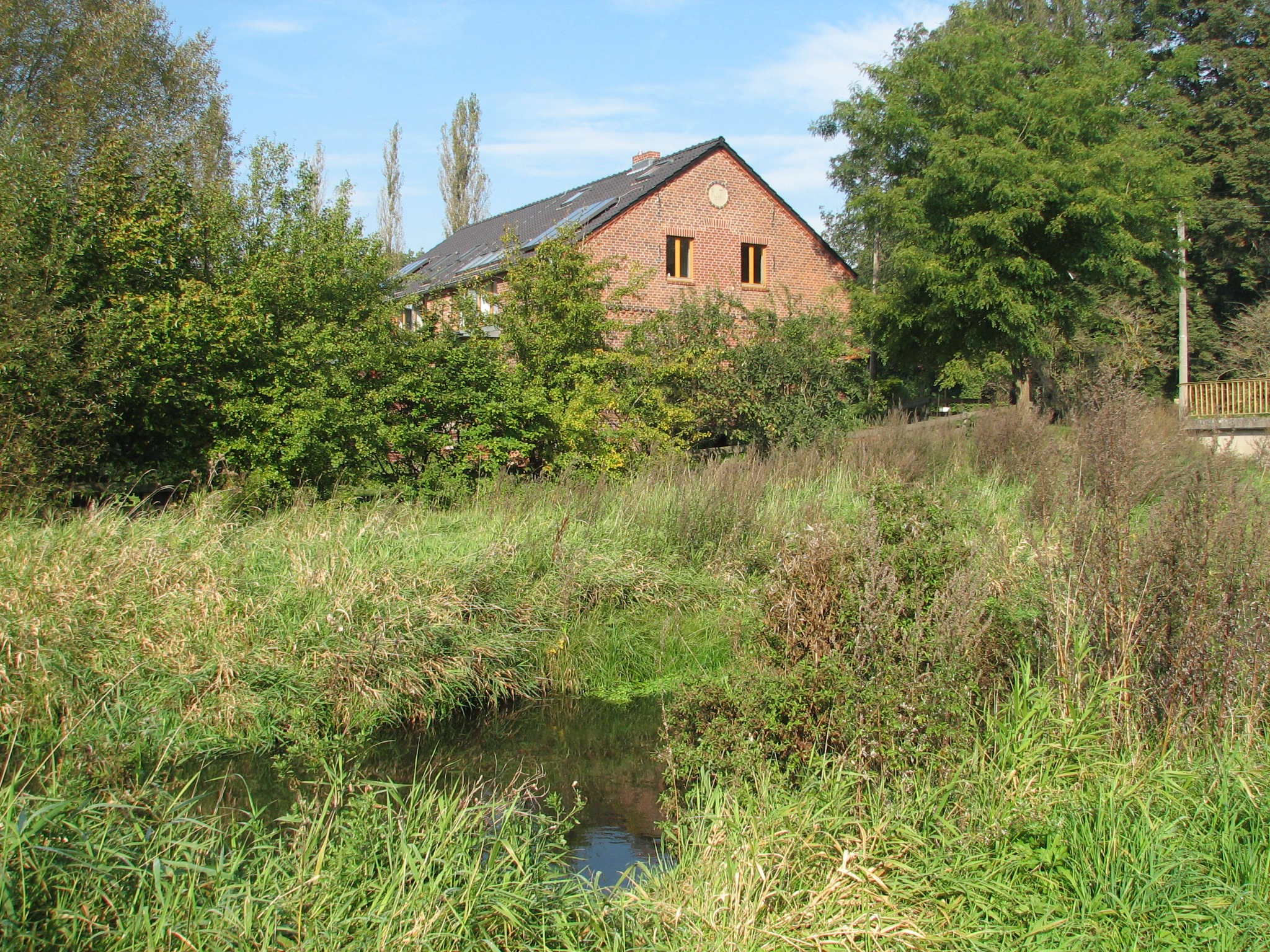
An dieser Stelle stand früher die Heidemühle, die einst zu Münchehofe gehörte

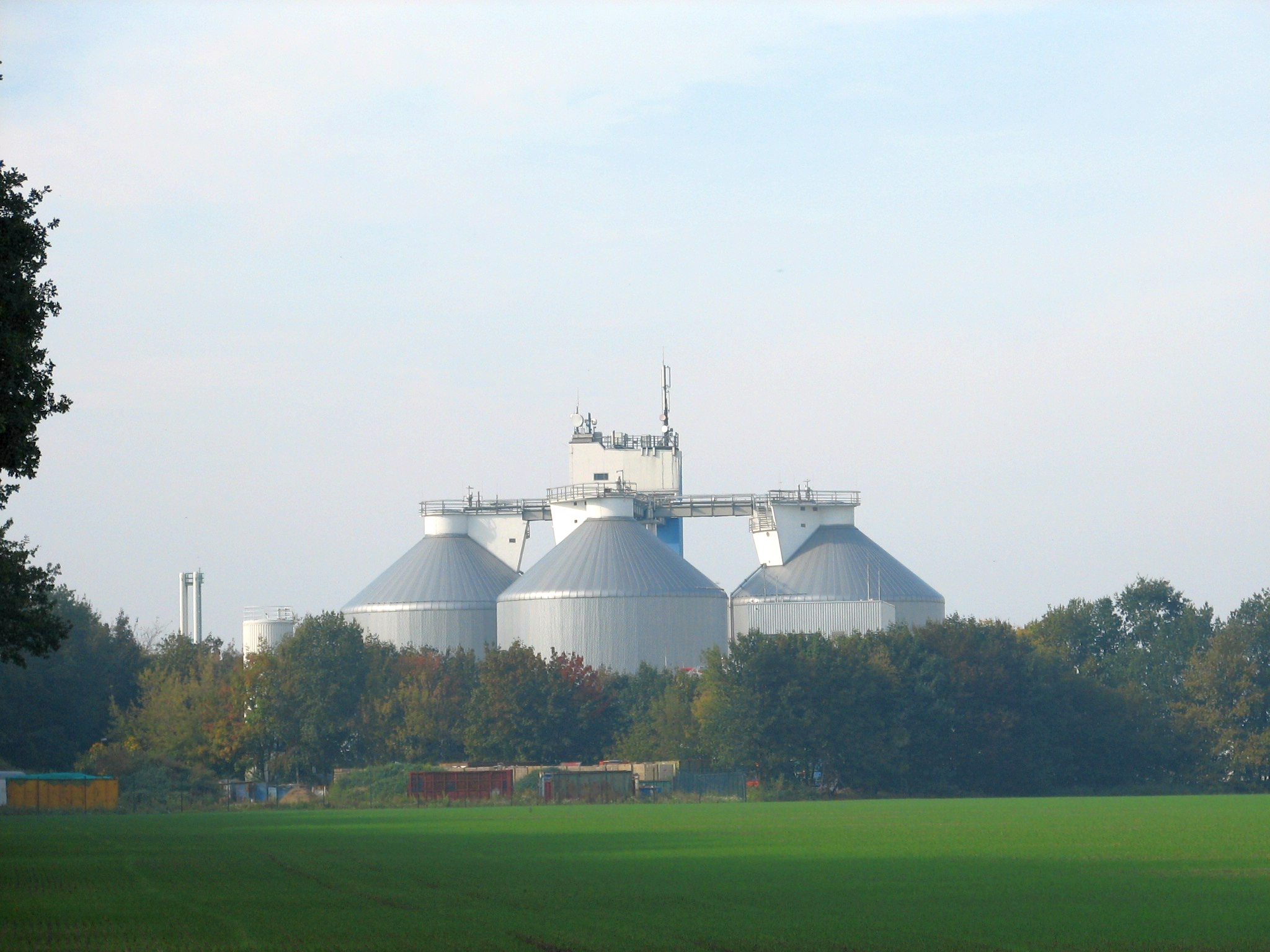
Klärwerk Münchehofe

Münchehofe wird im Landbuch Karls IV. im Jahr 1375/1376 erstmals urkundlich erwähnt. Experten vermuten jedoch, dass bereits um 1180 ein deutsch besiedeltes Bauerndorf bestanden hat. Es gibt Quellen, die vermuten, dass es Zisterziensermönche waren, die zuerst in Münchehofe siedelten, was den Zusammenhang zwischen Toponym und Geschichte herstellt. Obwohl der Ortsname eine klösterliche Nutzung oder Besitzung vermuten lässt, gibt es heute keine urkundlichen Hinweise darauf. Der Name soll sich von Monkehofe ableiten.
Münchehofe gehörte im Laufe des Mittelalters und der frühen Neuzeit verschiedenen Adelsgeschlechtern, u. a. den Herren von Storkow, von Krummensee, von Gröben, von Klitzig und Graf Lynar. Seit der Belehnung des Türknechts Heinrich Michel 1488 gehören die Erpetal-Mühlen von Ravenstein und die Heidemühle zum Dorf Münchehofe.
Während und nach dem Dreißigjährigen Krieg soll das Dorf wüst gefallen sein. Im Jahr 1650 kam Münchehofe im Besitz derer von Pfuel. Erst mit dem Erwerb des Dorfes durch den Kurfürsten 1677 und der Zuordnung zum Schatull-Amt Köpenick setzte wieder ein Aufschwung ein. Die Ziegelei in Münchehofe lieferte Ziegel für die Errichtung des Erweiterungsbaus am Schloss Köpenick. Später wurde Münchehofe Teil des Besitzes der Rittergutsbesitzer von Dahlwitz.
Durch die preußische Agrarreform zu Beginn des 19. Jahrhunderts verlor Münchehofe Ländereien nördlich und südlich der Frankfurter Chaussee. Im Zuge dieser Maßnahmen fielen auch die Mühle von Ravenstein und die Heidemühle an Dahlwitz.
Anfang des 20. Jahrhunderts erwarb die Gemeinde Friedrichsfelde große Teile der Gemarkung, um auf dem Areal Rieselfelder anzulegen. Auf diesem Gebiet entstand 1976 das Klärwerk Münchehofe, das noch heute zum Besitz Berlins gehört. Die übrigen Rieselfelder gehören bis heute den Berliner Stadtgütern. Ackerflächen im Südosten wurden veräußert, und auf ihrem Gebiet entstand die Kolonie Neu-Friedrichshagen.
Nach der Wende wurde der Pferdesport zu einem bedeutenden Wirtschaftsfaktor des Ortes; insgesamt gibt es fünf Pferdehöfe in Münchehofe.

## Sehenswürdigkeiten

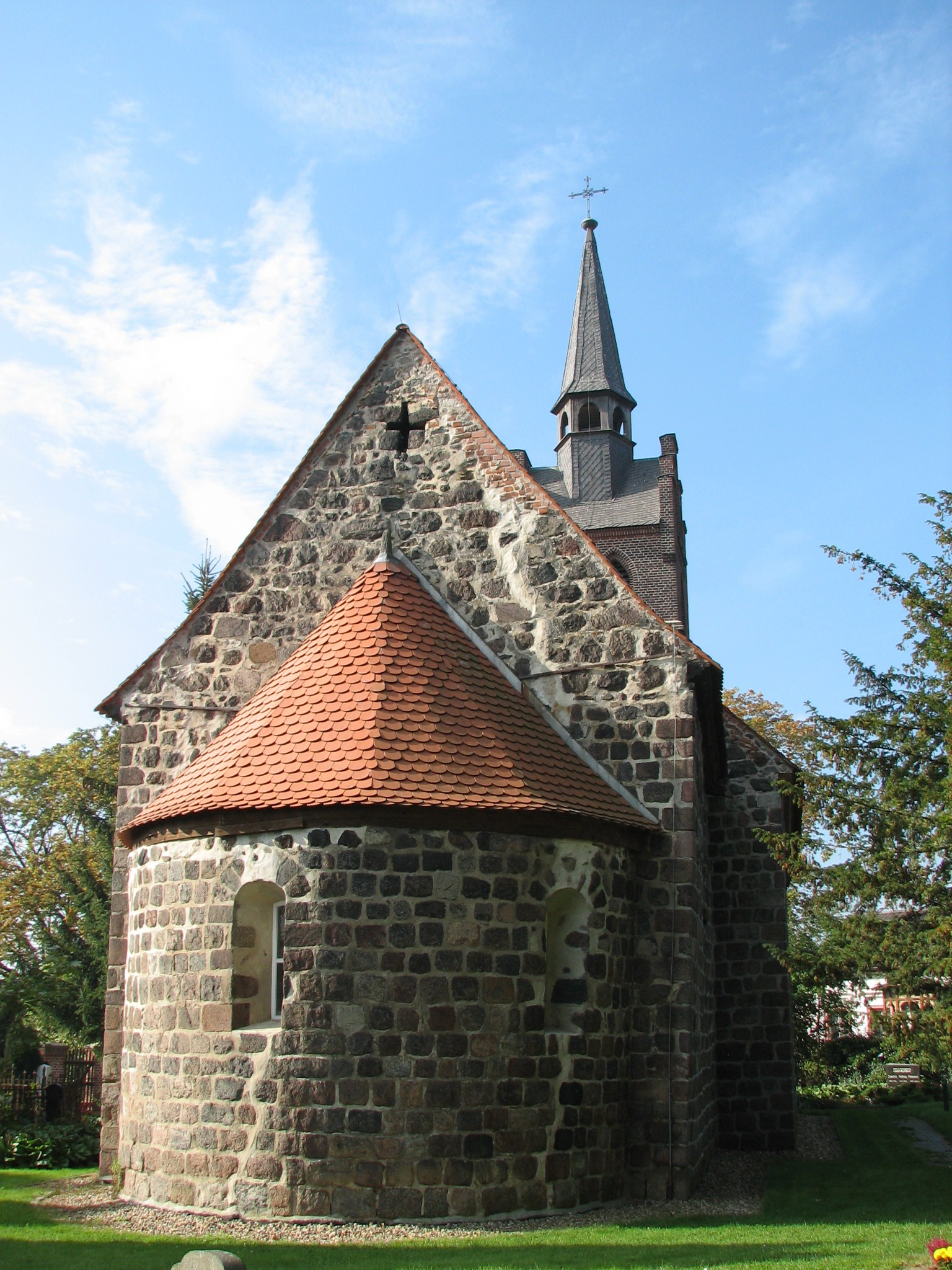
Dorfkirche von Osten

- Die Dorfkirche entstand im 13. Jahrhundert aus Feldsteinen. Die oberen Geschosse des Westturms wurden in der zweiten Hälfte des 19. Jahrhunderts aus rötlichem Backstein erneuert. Im Innern befinden sich unter anderem ein Kanzelaltar aus dem 18. Jahrhundert mit Bildern Jesu Christi und den Evangelisten.
- Seit 2001 hat Münchehofe eine Reitsportanlage.

## Verkehr
- Bundesstraße: B 1/B 5, etwa 1 Kilometer nördlich
- Bundesautobahn: A 10 (Berliner Ring), Anschlussstelle Berlin-Hellersdorf rund 6 Kilometer entfernt
- ÖPNV: Buslinie 945 vom S-Bahnhof Hoppegarten (Stand März 2018)

## Persönlichkeiten
Die Sängerin Tamara Danz wurde auf dem Friedhof von Münchehofe bestattet.